# Sunshowers
Sunshowers – drugi singel brytyjskiej wokalistki M.I.A. z debiutanckiego albumu "Arular". Utwór został napisany przez M.I.A., Rossa Ortona, Steve'a Mackeya, Augusta Darnella oraz Stony Jr. Browdera.
Piosenka ze względu na kontrowersyjny tekst i cenzurę w telewizji oraz radiu została wycofana z MTV po tym jak M.I.A. odmówiła usunięcia z utworu słów: "Chcesz iść? Chcesz wygrać wojnę? Jak OWP nie poddać się."

## Listy utworów, formaty i wersje singla
CD single
1. "Sunshowers" – 3:16
2. "Fire, Fire" – 3:28
3. "Sunshowers" (Instrumental) – 3:15
4. "Sunshowers" (A capella) – 2:52

## Listy przebojów
| Lista (2004)     | Pozycja |
| ---------------- | ------- |
| Kanada           | 22      |
| UK Singles Chart | 93      |